# Chipper Jones

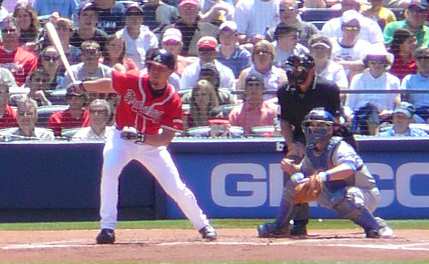

Larry Wayne Chipper Jones jr. (DeLand, 24 april 1972) is een Amerikaanse voormalig honkballer die actief was bij de Amerikaanse honkbalclub Atlanta Braves. Met de Atlanta Braves won Jones in 1995 de World Series. Chipper speelde voornamelijk op het derde honk, maar was in 2002 en 2003 ook actief als linksvelder.
Zijn debuut maakte hij in 1993 en speelde nergens anders. Sinds zijn debuut bouwde Jones een slaggemiddele op van .307, een onbase-percentage gerealiseerd van .403 en 386 homeruns geslagen. In 2.177 honkslagen produceerde hij bovendien 1.299 RBI'S.
Algemeen wordt Chipper gezien als een van de beste switch hitters aller tijden; hij is bijvoorbeeld de enige switch hitter in de geschiedenis van honkbal met meer dan 300 homeruns en een slaggemiddelde boven de .300.
- Library of Congress Control Number: no97064630
- Virtual International Authority File: 78387572
- WorldCat: E39PBJw8TkVxQBTvpjhcfhtYfq